# Louis-Daniel Perrier

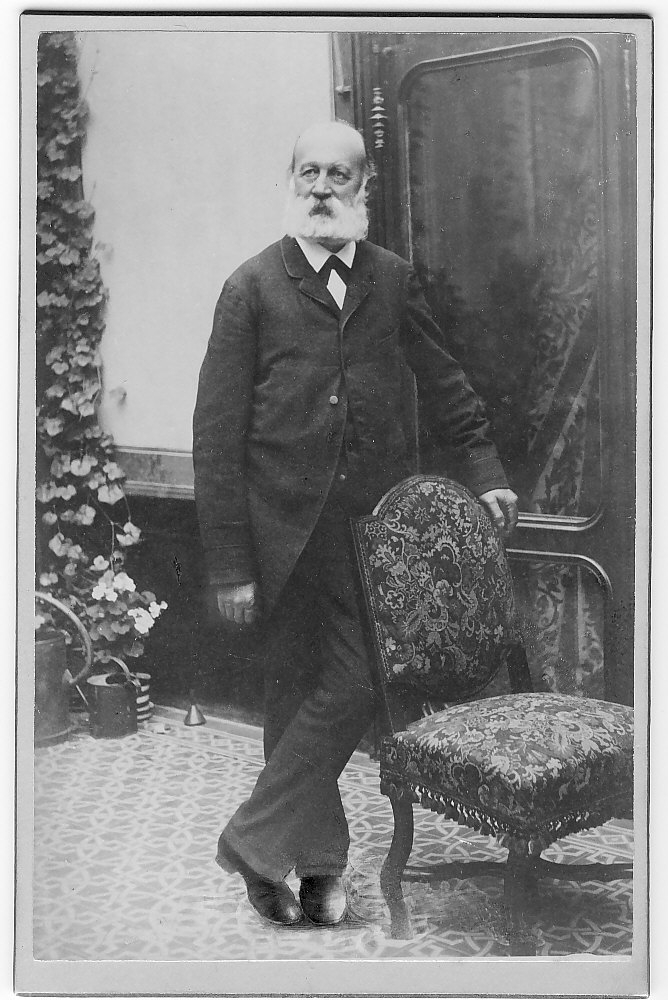
Louis-Daniel Perrier

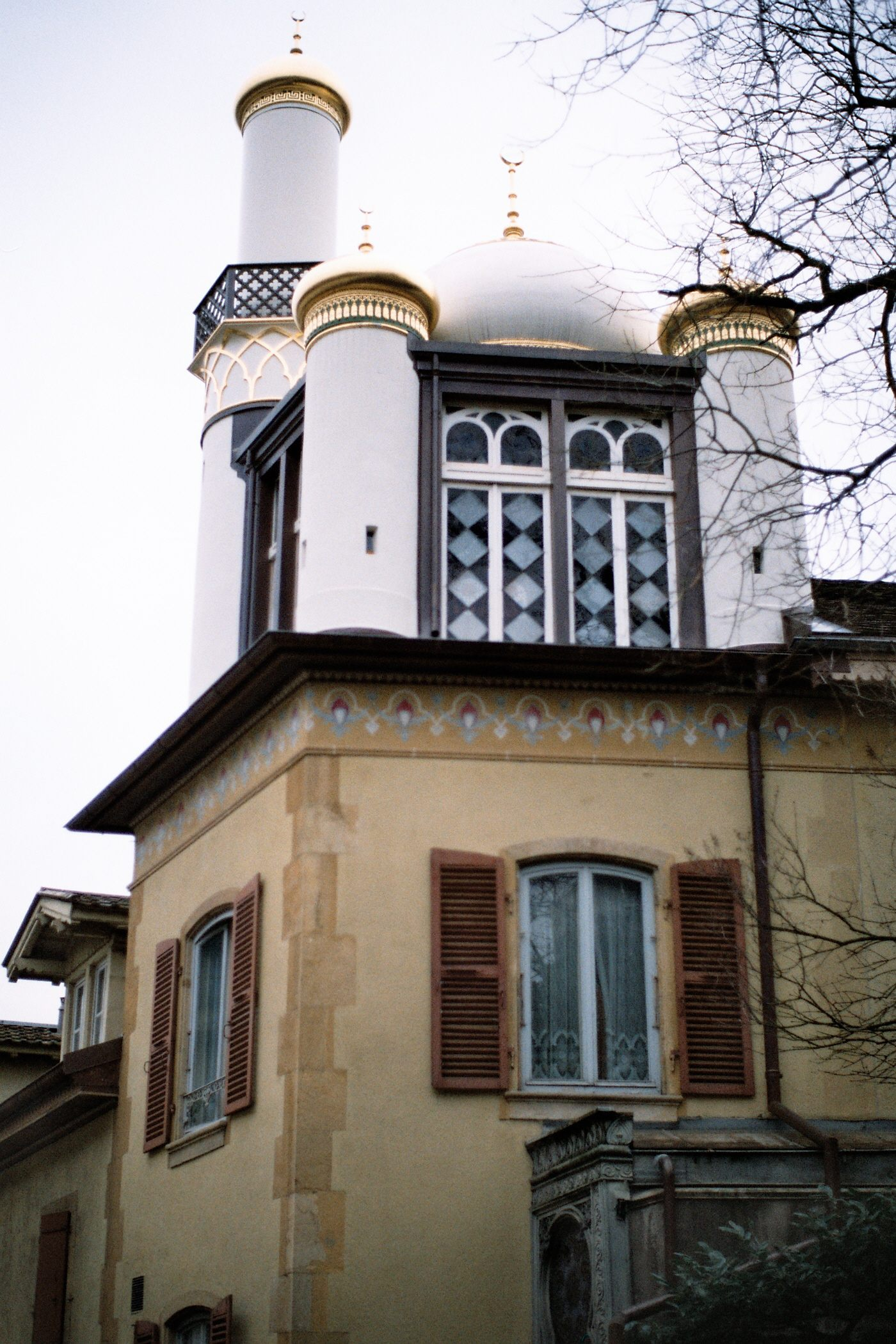
Das Haus des Schokoladenfabrikanten Philippe Suchard

Louis-Daniel Perrier (* 1818 in Paris; † 1903) war ein Schweizer Architekt. Er ist der Vater des gleichnamigen Politikers Louis Perrier.
Perrier studierte in Paris und Berlin, bevor er 1848 in die Schweiz nach Neuenburg zog. Von 1849 bis 1863 arbeitete er als Architekt für die Kantonsregierung. Anschliessend wurde er Baudirektor der Stadt.
Bekannt wurde Louis-Daniel Perrier unter anderem durch das als Minaret de Philippe Suchard bezeichnete Haus des Schokoladenfabrikanten Philippe Suchard und die 1859 erbaute neue Kirche von Les Brenets.